# Собор в Селевкии-Ктесифоне
Собор в Селевкии-Ктесифоне — поместный собор, состоявшийся в 410 году в столице государства Сасанидов. В честь председательствовавшего на соборе епископа Селевкии-Ктесифона собор также называют собором Мар Исаака. Проведённый с разрешения шаха Йездегерда I (399—420), собор считается первым официальным собором Церкви Востока. На нём были решены основные вопросы организации церкви и приняты правила вселенского Никейского собора 325 года. На соборе 410 года был принят канон, по которому все иерархи Церкви Востока должны были подчиняться епископу Селевкии-Ктесифона, который в актах собора упоминался как Большой или Великий митрополит, и которого вскоре после этого стали называть католикосом Востока. Другими канонами было установлено, чтобы каждый город с прилегающей областью управлялся одним епископом, рукополагаемым тремя другими епископами. Также устанавливались единые церковные праздники и признавались правила Никейского собора 325 года. Последние адаптировались к ситуации Церкви Востока.
Предложение о созыве собора было выдвинуто епископом римской Месопотамии Маруфой, но созвал собор Йездегерд I. На первом заседании сорока собравшимся епископам было зачитано послание их западных собратьев, привезённое Маруфой. Письмо, подписанное епископами Порфирием Антиохийским, Акакием Алеппским, Пакидой Эдесским, Евсевием Телльским, Акакием Амидским и другими, содержали предложения по реорганизации восточной церкви по образцу западной.
Собор установил порядок старшинства епископов Церкви Востока:
- Селевкия-Ктесифон[англ.];
- Бет-Лапат[англ.];
- Нисибис[англ.];
- Майшан[англ.];
- Арбела[англ.];
- Карха де Бет-Слох[англ.].

Деяния собора содержатся в составленном при патриархе Тимофее I (782—823) «Восточном синодике» (Synodicon orientale).